# Garmenjak
Koordinati:   43°58′21″N, 15°21′48″E
Garmenjak je majhen nenaseljen otoček v Jadranskem morju. Pripada Hrvaški.
Garmenjak leži v šibeniškem arhipelagu, pred vstopom v zaliv Taline, okoli 2,5 km severozahodno od naselja Pašman nasproti zaselka Barotul. Površina otočka meri 0,058 km². Dolžina obalnega pasu je 0,87 km.